# Charency-Vezin
Charency-Vezin és un municipi francès situat al departament de Meurthe i Mosel·la i a la regió del Gran Est. L'any 2007 tenia 632 habitants.

## Demografia

### Població
El 2007 la població de fet de Charency-Vezin era de 632 persones. Hi havia 226 famílies, de les quals 52 eren unipersonals (24 homes vivint sols i 28 dones vivint soles), 59 parelles sense fills, 91 parelles amb fills i 24 famílies monoparentals amb fills.
La població ha evolucionat segons el següent gràfic:
Habitants censats

### Habitatges
El 2007 hi havia 267 habitatges, 234 eren l'habitatge principal de la família, 7 eren segones residències i 26 estaven desocupats. 249 eren cases i 18 eren apartaments. Dels 234 habitatges principals, 188 estaven ocupats pels seus propietaris, 40 estaven llogats i ocupats pels llogaters i 5 estaven cedits a títol gratuït; 6 tenien dues cambres, 21 en tenien tres, 55 en tenien quatre i 152 en tenien cinc o més. 170 habitatges disposaven pel capbaix d'una plaça de pàrquing. A 99 habitatges hi havia un automòbil i a 107 n'hi havia dos o més.

### Piràmide de població
La piràmide de població per edats i sexe el 2009 era:
| Homes | Edats   | Dones |
| ----- | ------- | ----- |
| 0     | 95 o +  | 0     |
| 0     | 90 a 94 | 0     |
| 8     | 85 a 89 | 12    |
| 4     | 80 a 84 | 4     |
| 4     | 75 a 79 | 16    |
| 24    | 70 a 74 | 12    |
| 16    | 65 a 69 | 8     |
| 12    | 60 a 64 | 12    |
| 4     | 55 a 59 | 12    |
| 8     | 50 a 54 | 32    |
| 8     | 45 a 49 | 20    |
| 16    | 40 a 44 | 8     |
| 12    | 35 a 39 | 24    |
| 12    | 30 a 34 | 24    |
| 24    | 25 a 29 | 32    |
| 12    | 20 a 24 | 20    |
| 24    | 15 a 19 | 8     |
| 20    | 10 a 14 | 20    |
| 8     | 5 a 9   | 20    |
| 20    | 0 a 4   | 12    |

## Economia
El 2007 la població en edat de treballar era de 380 persones, 259 eren actives i 121 eren inactives. De les 259 persones actives 236 estaven ocupades (143 homes i 93 dones) i 23 estaven aturades (11 homes i 12 dones). De les 121 persones inactives 31 estaven jubilades, 36 estaven estudiant i 54 estaven classificades com a «altres inactius».

### Ingressos
El 2009 a Charency-Vezin hi havia 237 unitats fiscals que integraven 626,5 persones, la mediana anual d'ingressos fiscals per persona era de 15.898 €.

### Activitats econòmiques
Dels 14 establiments que hi havia el 2007, 4 eren d'empreses extractives, 1 d'una empresa alimentària, 1 d'una empresa de construcció, 4 d'empreses de comerç i reparació d'automòbils, 1 d'una empresa d'hostatgeria i restauració, 2 d'empreses immobiliàries i 1 d'una empresa classificada com a «altres activitats de serveis».
Dels 2 establiments de servei als particulars que hi havia el 2009, 1 era una lampisteria i 1 perruqueria.
Dels 5 establiments comercials que hi havia el 2009, 1 era, 1 una botiga de més de 120 m², 1 una botiga de menys de 120 m², 1 una fleca i 1 una llibreria.
L'any 2000 a Charency-Vezin hi havia 8 explotacions agrícoles que ocupaven un total de 360 hectàrees.

## Equipaments sanitaris i escolars
El 2009 hi havia una escola maternal integrada dins d'un grup escolar amb les comunes properes formant una escola dispersa.

## Poblacions més properes
El següent diagrama mostra les poblacions més properes.